# Гай Сульпиций Гальба (историк)
Гай Сульпи́ций Га́льба (лат. Gaius Sulpicius Galba; середина I века до н. э.) — римский политический деятель и писатель из патрицианского рода Сульпициев Гальб, претор (дата неизвестна), автор объёмного сочинения по римской истории, текст которого полностью утрачен. Дед императора Сервия Сульпиция Гальбы.

## Происхождение
Гай Сульпиций принадлежал к знатному патрицианскому роду Сульпициев, предположительно происходившему из Камерина. Первый Сульпиций (из упоминающихся в источниках) был консулом в 500 году до н. э., а в дальнейшем представители этого рода регулярно занимали высшие римские должности. Наиболее выдающимся из ближайших предков Гая был его прапрадед Сервий — консул 144 года до н. э., выдающийся оратор и один из богатейших римлян; прадед и дед не сделали полноценную карьеру, а отец был претором в 54 году до н. э. и неудачно претендовал на консулат 49 года до н. э.

## Биография
Ни один античный автор не называет имя Гая Сульпиция полностью. У Плиния Старшего и Павла Орозия назван только когномен (Гальба), у Плутарха (в биографии Ромула) — номен и когномен (Сульпиций Гальба). Наконец, преномен известен только из фастов города Луцерия в Кампании, где указан патроним сына Гальбы — C. f. (сын Гая).
О Гае Сульпиции известно немногое. Его жизнь датируется приблизительно серединой I века до н. э., исходя из родословной (отец Гая родился около 94 года до н. э.). Гальба делал политическую карьеру в соответствии с существовавшими тогда традициями: Светоний, не называя его имя, сообщает, что он продвинулся до претуры. Но известность, согласно тому же автору, Гай получил своими «учёными занятиями, издав объёмистую и старательно составленную историю». Текст этого труда полностью утрачен. На него, согласно Плутарху, ссылался нумидийский царь Юба, рассказывая о царствовании Ромула; Орозий же использует произведение Гальбы, говоря о Серториевой войне. Отсюда исследователи делают вывод, что Гай Сульпиций изложил историю Рима от основания до современной ему эпохи. По-видимому, его труд стал одним из источников для «Естественной истории» Плиния Старшего.
Корнелий Непот в своей биографии Ганнибала ссылается на историка Сульпиция Блитона; по-видимому, этот писатель не идентичен Гальбе.

## Потомки
У Гая Сульпиция был сын того же имени, консул-суффект 5 года до н. э. Один из трёх сыновей Гая-младшего, Сервий, захватил в 68 году н. э. императорскую власть.